# ホエル・サンチェス (サッカー選手)
ホエル・サンチェス・ラモス（Joel Sánchez Ramos、1974年8月17日 - ）は、メキシコの元サッカー選手。元メキシコ代表。ポジションはディフェンダー。

## 来歴
1996年にメキシコ代表デビュー。1998 FIFAワールドカップでは2試合に出場した。また、コパ・アメリカ1997、コパ・アメリカ1999にも出場、2大会連続で3位となった。1999年までに32試合に出場、3得点をあげた。

## 代表歴

### 出場大会
- メキシコ代表
  - 1998 FIFAワールドカップ

### 試合数
- 国際Aマッチ 32試合 3得点（1996年-1999年）[1]

| メキシコ代表 | 国際Aマッチ | 国際Aマッチ |
| 年           | 出場        | 得点        |
| ------------ | ----------- | ----------- |
| 1996         | 2           | 0           |
| 1997         | 9           | 0           |
| 1998         | 10          | 1           |
| 1999         | 11          | 2           |
| 通算         | 32          | 3           |